# America: Freedom to Fascism
America: Freedom to Fascism ist ein US-amerikanischer Dokumentarfilm des Regisseurs Aaron Russo.
Anlass des Films war ursprünglich Russos Recherche über die IRS und das US-amerikanische Steuerrecht. Im Verlauf dieser Recherche stieß Russo auf etwas, wie er sagte, „wesentlich Bedrohlicheres“. Interviews mit Mitwirkenden nehmen innerhalb des Dokumentarfilms breiten Raum ein.
| Mitwirkende        | Funktion                                                                            |
| ------------------ | ----------------------------------------------------------------------------------- |
| Joe Banister       | IRS-Whistleblower                                                                   |
| Irwin Schiff       | bekannter Autor (hat viele Bücher zum Thema IRS und US-Einkommensteuer geschrieben) |
| Ron Paul           | Kongressabgeordneter (Republikaner)                                                 |
| Aaron Russo        | Regisseur, Autor des Films                                                          |
| Bob Schulz         | „We the people“-Stiftung                                                            |
| Katherine Albrecht | Gründerin der Verbraucherorganisation „CASPIAN“                                     |
| Charlie Beall      | „We the people“-Stiftung                                                            |
| Peter Gibbons      | Anwalt für Steuerrecht                                                              |
| David Champion     | Gründer von „nontaxpayer.org“                                                       |

Die Dokumentation beschäftigt sich mit der amerikanischen Steuerbehörde IRS und dem Federal-Reserve-System.